# Ludwig Rubiner
Œuvres principales
Ludwig Rubiner (12 juillet 1881 Berlin, Allemagne - 27 février 1920, Berlin) est un écrivain et traducteur allemand. C'est un représentant de l’expressionnisme littéraire allemand.

## Biographie
Ludwig Rubiner naît à Berlin. Ami proche de  Franz Pfemfert, il collabore à la revue Die Aktion. Pendant la Première Guerre mondiale, il est exilé en Suisse. Après la guerre, enthousiasmé par la Révolution russe, il crée avec Rudolf Leonhard et d’autres, le Proletarisches Theater qui sera de courte durée.
Il édite de nombreuses anthologies expressionnistes, dont Kameraden der Menschheit. Dichtungen zur Revolution, en 1919, qui rassemble des œuvres de Johannes R. Becher, Albert Ehrenstein, Yvan Goll, Ernst Toller, Franz Werfel, Rudolf Leonhard, Alfred Wolfenstein, Karl Otten.
Il traduit en allemand le journal des années 1895-1898 de Tolstoï, et la fin de sa vie entreprend la traduction des romans et contes de Voltaire.

## Ouvrages
- 1916, Das himmlische Licht, poésies, Der jüngste Tag, Kurt Wolff Verlag
- 1919, Die Gewaltlosen, drame, Der dramatische Wille, Gustav Kiepenheuer Verlag

## Sources
- (de) Heinz Schöffler, Der jüngste Tag. Die Bücherei einer Epoche, Francfort, Verlag Heinrich Scheffler, 1970.